# 魅力中国城 (第三季)
《魅力中国城》（第三季）（英文：Charming China，Season.3）是中央广播电视总台央视财经频道大型城市文化旅游品牌推介节目《魅力中国城》系列节目的第三季。与前两季不同的是，本季节目以青海省为重点推介对象，除吉林省延边朝鲜族自治州和浙江省余姚市之外，其余参演城市皆来自青海省。第三季节目于2019年5月19日在广东茂名举行启动仪式，2019年11月10日起每周日晚19:00在中央电视台财经频道首播。

## 赛制

### 第一轮
八城市通过抽签分成四组，每组城市通过各种形式展示城市魅力，由3位点评嘉宾、5位文旅产业界代表、200位现场观众投票为其点赞，其中点评嘉宾一人可点一个“赞”，文旅产业界代表有3人以上可获得一个“赞”，现场观众得票率超过70%可获得一个“赞”，在两队展演均结束后投选，每队每环节最高可得到五个“赞”。推介城市若在三轮都得到五个“赞”，可获得“魅力之钻”。
每场共设置三个环节：
- 城市初见：两队主政者演讲，对城市文化旅游形象作初展示。
- 城市味道：两队推介团成员及其他当地名人担任助演嘉宾，通过各种表演形式展示当地美食文化。
- 城市名片：两队通过创意表演“城市大秀”展示城市风貌及个性特色。

### 第二轮
第二轮除展示内容及环节不同外，其余赛制均与第一轮相同。
每场共设置三个环节：
- 钻石线路：每队通过短片和现场推介，由城市主政者担任金牌导游，推介团嘉宾担任超级体验官，展示当地城市王牌旅游线路。
- 城市心意：每队通过各种表现形式展现城市文化，展示城市专属伴手礼。
- 城市故事：每队城市主政者和推介团嘉宾作为讲述者，通过各种表现形式展示城市历史及记忆故事。

## 第一轮
| 总期数 | 播出时间       | 主持   | 点评嘉宾             | 参演城市                   | 是否获得魅力之钻 |
| ------ | -------------- | ------ | -------------------- | -------------------------- | ---------------- |
| 1      | 2019年11月10日 | 陈伟鸿 | 范周、寇乃馨、高博   | 青海省海西蒙古族藏族自治州 | 是               |
| 1      | 2019年11月10日 | 陈伟鸿 | 范周、寇乃馨、高博   | 青海省黄南藏族自治州       | 是               |
| 2      | 2019年11月17日 | 李雨霏 | 张颐武、龚琳娜、高博 | 吉林省延边朝鲜族自治州     | 是               |
| 2      | 2019年11月17日 | 李雨霏 | 张颐武、龚琳娜、高博 | 浙江省余姚市               | 是               |
| 3      | 2019年11月24日 | 龙洋   | 范周、寇乃馨、高博   | 青海省海北藏族自治州       | 是               |
| 3      | 2019年11月24日 | 龙洋   | 范周、寇乃馨、高博   | 青海省海东市               | 是               |
| 4      | 2019年12月1日  | 李雨霏 | 范周、寇乃馨、高博   | 青海省玉树藏族自治州       | 是               |
| 4      | 2019年12月1日  | 李雨霏 | 范周、寇乃馨、高博   | 青海省果洛藏族自治州       | 是               |

## 第二轮
| 总期数 | 播出时间       | 主持   | 点评嘉宾             | 参演城市                   | 是否获得魅力之钻 |
| ------ | -------------- | ------ | -------------------- | -------------------------- | ---------------- |
| 5      | 2019年12月22日 | 李雨霏 | 范周、寇乃馨、高博   | 青海省玉树藏族自治州       | 是               |
| 5      | 2019年12月22日 | 李雨霏 | 范周、寇乃馨、高博   | 青海省果洛藏族自治州       | 是               |
| 6      | 2019年12月29日 | 李雨霏 | 张颐武、寇乃馨、高博 | 青海省海西蒙古族藏族自治州 | 是               |
| 6      | 2019年12月29日 | 李雨霏 | 张颐武、寇乃馨、高博 | 青海省黄南藏族自治州       | 是               |
| 7      | 2019年12月31日 | 陈伟鸿 | 张颐武、寇乃馨、高博 | 吉林省延边朝鲜族自治州     | 是               |
| 7      | 2019年12月31日 | 陈伟鸿 | 张颐武、寇乃馨、高博 | 浙江省余姚市               | 是               |

## 魅力盛典
| 总期数 | 播出时间     | 主持         | 内容           |
| ------ | ------------ | ------------ | -------------- |
| 8      | 2020年1月1日 | 陈伟鸿、龙洋 | 三季62城大联欢 |

## 相关链接
- 央视网《魅力中国城》视频页面（页面存档备份，存于）